# American International Group
American International Group Inc., conosciuta semplicemente come AIG, è una società di assicurazioni statunitense fondata nel 1919, a Shanghai, da Cornelius Vander Starr. La compagnia ha ora sede a New York (Stati Uniti), ma dispone anche di un quartier generale a Londra (Inghilterra) e a Hong Kong (Cina).
Nel 2007 AIG è stata elencata al sesto posto nella lista delle più grandi società del mondo redatta dalla rivista Forbes. La compagnia assicuratrice ha fatto parte dell'indice Dow Jones dal 2004 al 2008.

## Storia

Vecchio logo dell'azienda usato fino al 2012

La AIG nasce nel 1919, anno in cui fu fondata a Shanghai da Cornelius Vander Starr. Dopo il successo asiatico, Starr decide di espandere l'azienda nei mercati internazionali, come America Latina, Europa e Medio Oriente.
Nel 1962 Starr cedette l'azienda allo statunitense Maurice R. Greenberg. Nel 1969 la compagnia diventa una public company, e Greenberg ne diviene a tutti gli effetti il presidente, carica mantenuta fino al febbraio 2005, quando a succedergli è Martin Sullivan.

## Crisi dei subprime

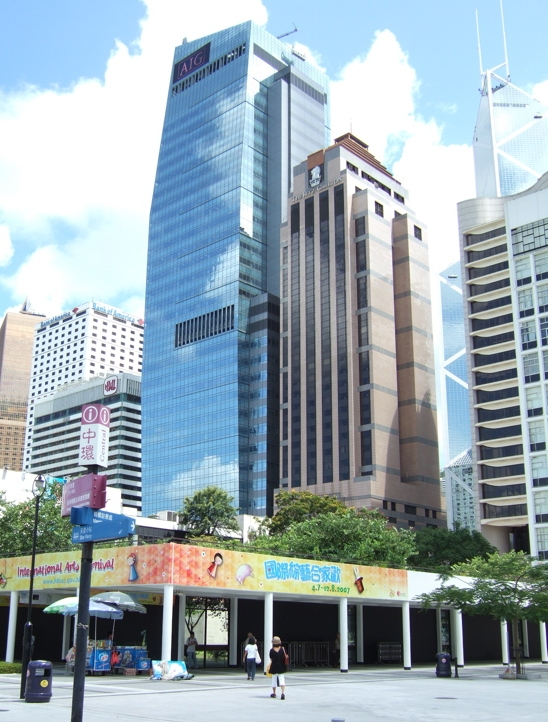
AIG Tower di Hong Kong.

Il 15 giugno 2008 Sullivan rassegna le dimissioni, dopo numerose pressioni createsi a causa dell'aggravarsi della situazione finanziaria della compagnia nella temperie della crisi dei subprime. Il suo sostituto fu Robert B. Willumstad, già presente nella dirigenza dell'azienda dal 2006.
Nel 2008, il valore borsistico della AIG aveva perso l'80% (con il picco negativo giornaliero toccato nella giornata di venerdì 12 settembre, nella quale si registrò una perdita del 31%), dopo aver accumulato perdite per 13,2 miliardi di dollari nei primi sei mesi dell'anno.
Nel settembre di quelì'anno, l'azienda presenta un piano per garantirsi introiti per 50 miliardi, attraverso la cessione di beni preziosi della compagnia. Il piano prevedeva anche la richiesta, alla Federal Reserve, di un prestito di 40 miliardi di dollari. A fine settembre 2008, la Federal Reserve concede un prestito da 85 miliardi, con contestuale acquisizione del controllo sulla maggioranza delle azioni della società da parte del Dipartimento del Tesoro statunitense. In seguito, il governo federale degli Stati uniti d'America, tramite il piano di salvataggio TARP, ha incrementato il prestito portandolo a un massimo di 182 miliardi, ma elevando al contempo la sua quota di controllo sul capitale azionario fino al 92%.
A fine 2012, passata la crisi del debito, e con la società oramai tornata in attivo, il governo americano vende le sue quote societarie ottenendo una plusvalenza di 22 miliardi di dollari.

## Sponsorizzazioni
In ambito sportivo, AIG è nota soprattutto per essere stata sponsor ufficiale della squadra di calcio inglese del Manchester Utd negli anni dal 2006 al 2010. I quattro anni di sponsorizzazione dei Red Devils sono costati all'azienda statunitense circa 100 milioni di dollari.
Dal 2012 AIG è sponsor ufficiale della Nazionale neozelandese di rugby, meglio conosciuta con il nome di All Blacks.